# Villa Schöne

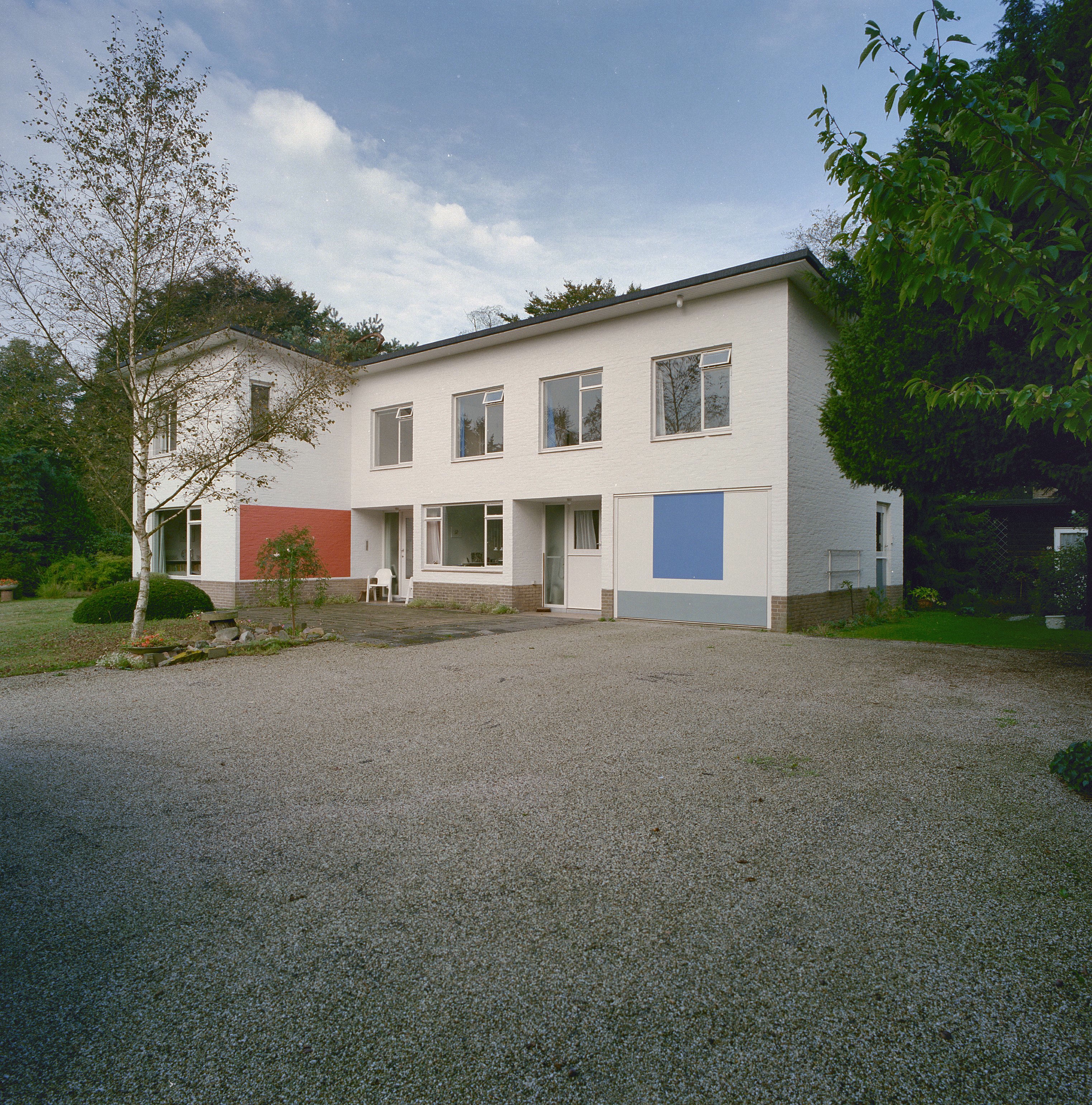

Villa Schöne is een vrijstaand huis met ingebouwde fietsenschuur en garage te Blaricum. Het pand is in 1953 gebouwd naar ontwerp van Piet Elling in samenwerking met de beeldend kunstenaar Bart van der Leck. De opdrachtgevers waren de heer en mevrouw O. Schöne-Van der Leck, respectievelijk de schoonzoon en dochter van Bart van der Leck.
Villa Schöne is een Rijksmonument (ID: 527342)